# Sapotoideae
Sapotoideae es una subfamilia de plantas con flores perteneciente a la familia Sapotaceae.

## Géneros
| Tribu Sapoteae - Autranella A.Chev. - Faucherea Lecomte - Labramia A.DC. - Madhuca Ham. ex J.F.Gmel. - Manilkara Adans. - Mimusops L. - Northia Hook.f. - Palaquium Blanco - Payena A.DC. - Tieghemella Pierre - Vitellariopsis Baill. ex Dubard | Tribu Sideroxyleae - Argania Roem. & Schult. - Nesoluma Baill. - Sideroxylon L. |